# 馮遷
馮 遷（ふう せん、生没年不詳）は、中国の北魏末から北周にかけての官僚・軍人。字は羽化。本貫は弘農郡。

## 経歴
州従事の馮漳の子として生まれた。若くして礼法を修め、才能に優れていたため、州に召し出されて従事となった。北魏の神亀年間、刺史の楊鈞に召し出されて中兵参軍となり、定襄県令に転じた。ほどなく并州水曹参軍となった。歴任した職場ではいずれにおいても勤勉恭謹なことで知られた。
534年（永熙3年）、北魏の孝武帝が西遷すると、馮遷は官を棄てて、直閤将軍の馮霊豫とともに入関した。孝武帝に従って潼関を奪回し、迴洛城を平定して、給事中に任じられた。537年（大統3年）、宇文泰の下で従軍し、竇泰を討ち、弘農の戦いや沙苑の戦いに参戦して、いずれも功績があった。都督・龍驤将軍・羽林監に任じられ、独顕県伯に封じられた。洛陽の戦いにおいて、軍の先頭に立って敵陣を陷し、重傷を負って、危うい命を拾った。功績により輔国将軍・軍師都督を加えられ、爵位を侯に進めた。長らくして、広漢郡太守として出向した。ときに蜀の地は平定されたばかりで、人心は安定していなかったが、馮遷の統治は寛大で慈しみ深く、そのため諸民族は安堵した。555年（恭帝2年）、大都督・車騎将軍・通直散騎常侍の位を加えられ、樊城に駐屯した。ほどなく漢東郡太守に任じられた。
557年、北周の孝閔帝が即位すると、馮遷は入朝して宇文護の府の掾となり、車騎大将軍・儀同三司の位を加えられ、爵位を臨高県公に進められた。ほどなく宇文護の府の司録に転じ、驃騎大将軍・開府儀同三司の位に進んだ。馮遷は実直細心で時事に明るく、裁断決定を得意とし、事務仕事に倦まなかったため、宇文護に実務を委ねられた。後に陝州刺史に任じられ、爵位を隆山郡公に進められた。再び入朝して司録となり、工部中大夫に転じた。軍司馬を歴任して、小司空に転じた。天和年間以後は、老齢のため宇文護の信任も衰えていった。572年（建徳元年）、宇文護が殺害されると、官爵を剥奪された。建徳末年、家で死去した。享年は78。
子に馮恕があり、位は儀同三司・伏夷鎮将に進み、平寇県伯に封じられた。

## 伝記資料
- 『周書』巻11 列伝第3
- 『北史』巻57 列伝第45